# Messjagutowo (Duwanski)
Messjagutowo (russisch Месягутово; baschkirisch Мәсәғүт, Məsəğüt) ist ein Dorf (selo) in der Republik Baschkortostan in Russland mit 10.883 Einwohnern (Stand 14. Oktober 2010).

## Geographie
Der Ort liegt im Uralvorland etwa 170 km Luftlinie nordöstlich der Republikhauptstadt Ufa. Er befindet sich am Ai, einem linken Nebenfluss der Ufa.
Messjagutowo ist Verwaltungszentrum des Rajons Duwanski sowie Sitz der Landgemeinde (selskoje posselenije) Messjagutowski selsowet, zu der außerdem die Dörfer Abdraschitowo (9 km nordnordöstlich), Nowochalilowo (8 km nordöstlich) und Starochalilowo (8 km nordöstlich) gehören.
Gut die Hälfte der Einwohner sind Russen, ein gutes Viertel Baschkiren.

## Geschichte
Der Ort wurde zwischen 1760 und 1775 gegründet. Ab dem 19. Jahrhundert Sitz einer Wolost, wurde das Dorf am 5. Oktober 1922 Verwaltungszentrum eines nach ihm benannten Kantons – eines von acht – der 1919 entstandenen Baschkirischen ASSR.
Mit der Auflösung der Kantone am 20. August 1930 entstand an Stelle des Messjagutowski kanton unter anderem der Duwanski rajon mit Sitz im 30 km nordwestlich gelegenen Dorf Duwan, dem auch Messjagutowo zugeordnet wurde. In den 1960er-Jahren wurde der Rajonverwaltungssitz in das verkehrstechnisch günstiger gelegene und in Folge wieder größere Messjagutowo verlegt, der Name des Rajons jedoch beibehalten.

### Bevölkerungsentwicklung
| Jahr | Einwohner |
| ---- | --------- |
| 1920 | 3.574     |
| 1926 | 4.186     |
| 1970 | 2.902     |
| 1979 | 6.911     |
| 1989 | 8.266     |
| 2002 | 9.761     |
| 2010 | 10.883    |

Anmerkung: Volkszählungsdaten (1926: der Baschkirischen ASSR)

## Verkehr
In Messjagutowo kreuzen sich zwei Regionalstraßen: die 80K-004 (baschkirischer Teil der früheren R317), die Birsk mit der föderalen Fernstraße M5 Ural bei Satka in der benachbarten Oblast Tscheljabinsk verbindet, sowie die 80K-007 (Teil der ehemaligen R350), die ebenfalls von der M5 bei Kropatschowo in der Oblast Tscheljabinsk abzweigt und nach Norden in die Oblast Swerdlowsk führt, dort über Krasnoufimsk nach Atschit an der föderalen Fernstraße R242 Perm – Jekaterinburg.
Bei Kropatschowo und Satka (Siedlung Suleja) befinden sich jeweils gut 70 km südlich und südöstlich von Messjagutowo auch die nächstgelegenen Bahnstationen an der Strecke Samara – Tscheljabinsk – Omsk, der ursprünglichen Haupt- und heutigen Südroute der Transsibirischen Eisenbahn.